# Tomás Guzmán
Tomás Andrés Guzmán Gaetan (* 7. März 1982 in Asunción) ist ein ehemaliger paraguayischer Fußballspieler. Er ist offensiver Mittelfeldspieler, kann aber auch im Sturm eingesetzt werden.

## Karriere
Tomás Guzmán begann seine Fußballkarriere in den Jugendmannschaften von Juventus Turin, wo er ab 1999 spielte.
Zwischen 2002 und 2006 spielte er leihweise für Ternana Calcio, den FC Messina, den FC Crotone und die AC Siena.
Zur Saison 2006/07 kehrte er zu Juventus zurück und bestritt mit Juve die Hinrunde der Serie B, wo er allerdings nur zu drei Einsätzen kam. Aus diesem Grund wurde er für die Rückrunde an den Ligakonkurrenten Spezia Calcio ausgeliehen. 
Zur Saison 2007/08 verkaufte Juventus 50 % von Guzmans Transferrechten an Piacenza Calcio, seit dieser Zeit spielt er für den Klub aus der Emilia-Romagna. Im Jahr 2009 verpflichtete Piacenza Calcio den Spieler endgültig, der für den Verein bis 2011 insgesamt 113 Spiele (16 Tore) bestritt. Am Ende der Saison 2010/11 musste er mit seiner Mannschaft aus der Serie B absteigen. Nach einem halben Jahr in der Serie C wechselte er zu AS Gubbio 1910. Anfang 2013 verließ Guzmán Italien und kehrte heuerte bei Club Olimpia in Paraguay an. Über Club 12 de Octubre kam er Anfang 2015 zu Sportivo San Lorenzo.